# Oleksandr Šovkopljas
Oleksandr Pavlovyč Šovkopljas (in cirillico: Олександр Павлович Шовкопляс?; 3 novembre 2006) è un combinatista nordico ucraino.

## Biografia
Attivo dal gennaio del 2022, Oleksandr Šovkopljas ai Mondiali di Trondheim 2025, sua prima presenza iridata, si è classificato 45º nel trampolino lungo e 9º nella gara a squadre; non ha esordito in Coppa del Mondo e non ha preso parte a rassegne olimpiche.